# Lista dos governadores das províncias de Moçambique
Esta é uma lista dos actuais governadores de dez províncias de Moçambique, eleitos nas eleições de 9 de Outubro de 2024 e de acordo com os resultados aprovados pelo Conselho Constitucional.
| Província        | Governador                  |
| ---------------- | --------------------------- |
| Cabo Delgado     | Valygi Tualibo              |
| Gaza             | Margarida Mapandzene Chongo |
| Inhambane        | Francisco Pangula           |
| Manica           | Francisca Domingos Tomás    |
| Maputo Província | Manuel Tule                 |
| Nampula          | Eduardo Abdula              |
| Niassa           | Elina Judite Massengele     |
| Sofala           | Lourenço Ferreira Bulha     |
| Tete             | Domingos Viola              |
| Zambézia         | Pio Augusto Matos           |

A Cidade de Maputo não tem governador provincial eleito. Tal como nas outras províncias, o Estado é representado por um Secretário de Estado.